# Fábio Simplício
Fábio Henrique Simplício, né le 23 septembre 1979 à São Paulo, Brésil, est un footballeur international brésilien, évoluant au poste de milieu de terrain.

## Biographie
Il commence sa carrière au São Paulo FC où il évoluera entre 2000 et 2004. Il part ensuite du côté de la Série A à Parme FC, il y jouera pendant deux saisons avec à la clé de bonnes performances et une énorme régularité.
Cependant, Parme se bat pour le maintien chaque saison et en juin 2006, il signe dans l'ambitieuse équipe de US Palerme pour 5,5 millions d'euros,. Ses performances sont encore une fois très bonnes et il est devenu depuis le leader du milieu de terrain de Palerme. Il signe le 1er juin 2010 un contrat de trois ans en faveur de l'AS Roma, vice-championne d'Italie. Il y touchera la somme de 1,8 million d'euros par an.
Sa dernière saison à la Roma sera très difficile. Bien qu'il soit l'auteur de buts opportunistes et de bonne performance régulière, Luis Enrique avait très peu confiance en lui mais son professionnalisme et son enthousiasme lui permirent de rester au club.
Cependant, à 32 ans, il décide d'un commun accord avec le club de rompre son contrat le 26 juillet 2012 afin de s'engager gratuitement avec un club japonais, le Cerezo Osaka, pour une durée d'un an.